# Verejtékmirigy

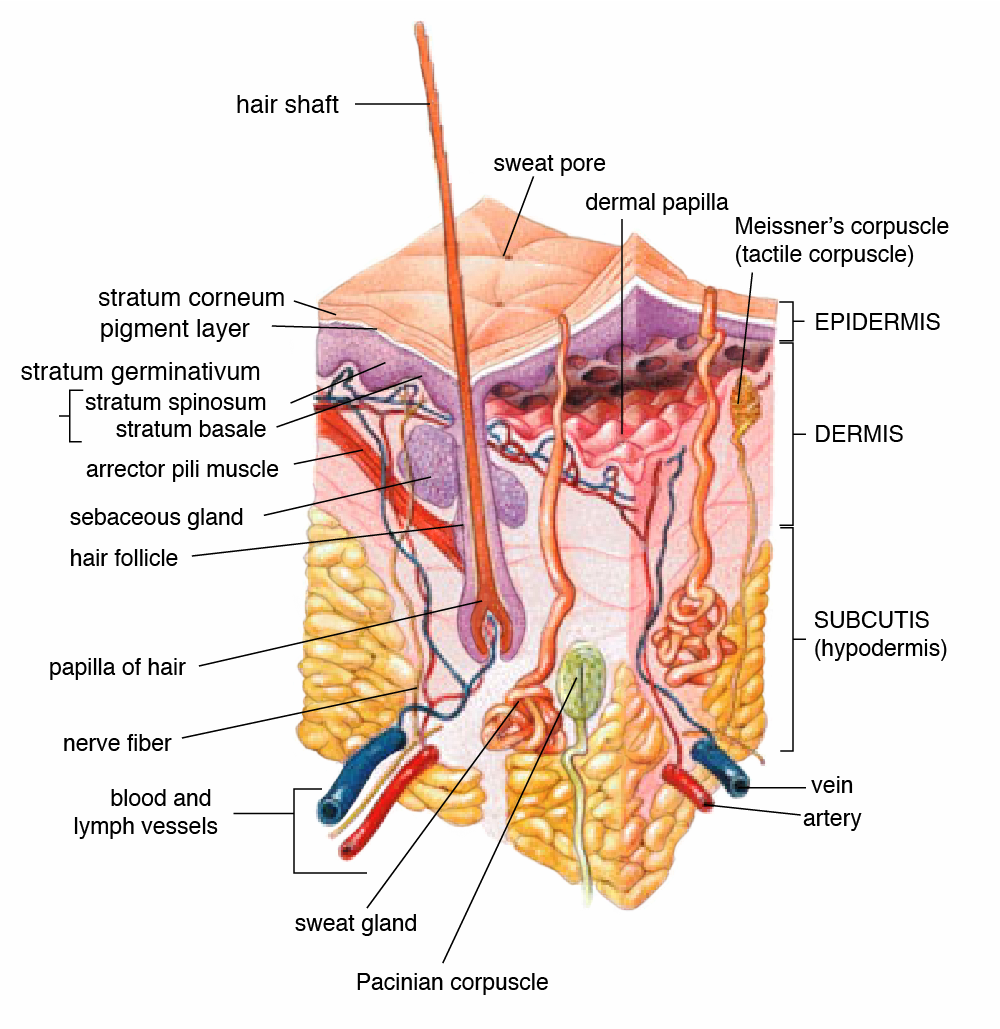
A bőr szerkezete benne a verejtékmirigyekkel

A verejtékmirigyek (latinul glandulae sudoriferae) a bőrben található, feltekeredett csöves szerkezetű képletek, amelyek elsődleges funkciója a verejték termelése. A külső elválasztású mirigyek közé tartoznak, terméküket egy csatornán keresztül ürítik a bőr felszínére. Két nagy csoportra oszthatók, ekrin verejtékmirigyekre és apokrin verejtékmirigyekre. A tejet termelő emlőmirigyek módosult verejtékmirigyek.

## Típusai

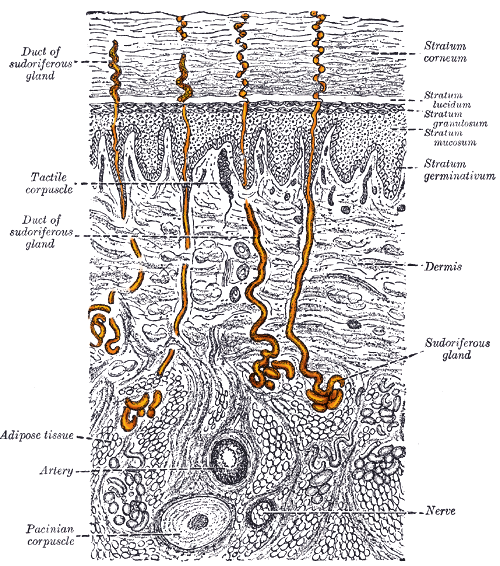
Verejtékmirigyek (sárga) a bőrben)

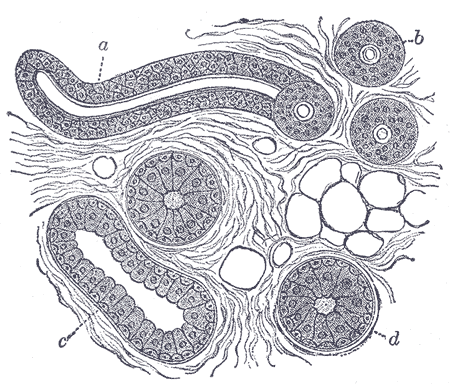
Verejtékmirigy metszete

A verejtékmirigyeket szövettani szerkezetük és az általuk termelt szekrétum összetétele szerint két csoportba osztjuk:

### Ekrin verejtékmirigyek
Az ember esetében szinte az egész testfelületen megtalálhatóak, az ajkak és a külső nemi szervek egyes részei kivételével. Az embrionális fejlődés során az epidermisz lenövéseiből jönnek létre, szőrtüszőkhöz nem csatlakoznak. Szerkezetük egyszerű: hosszú, csomóba (glomerulumba) csavarodó, egyik végén vakon végződő csövek. Két részre oszthatóak, a verejtéket termelő szekrétoros rész a dermisz mélyén és a hipodermisz felső részében található, amely fokozatosan megy át a többé-kevésbé egyenes kivezetőcsőbe, amely a bőr felszínére vezeti ki az izzadtságot.
Az ekrin verejtékmirigyek szerepe a szervezet működésében, hogy az általuk termelt verejték elpárologva segít a testhőmérséklet szabályozásában. A képződő verejték összetételében kezdetben hasonlít a vér ultrafiltrátumára, de a kivezetőcsőben a víz és a nátrium egy része abszorbeálódik, így a végső szekrétum hipotóniás; igen kis mennyiségű fehérjét, nátrium-kloridot, ureát, uronsavat és ammóniát is tartalmaz, így a mirigyek kis mértékben kiválasztószervként is működnek. Magas külső hőmérséklet esetén az izzadás a homlokon és a fejtetőn kezdődik, majd kiterjed az arcra és a test többi részére; legutoljára a tenyéren és talpon jelenik meg. Ezzel szemben érzelmi stressz esetén a verejtékezés a tenyéren, a talpon és a hónaljakban kezdődik. A testhőt szabályozó izzadás idegi szabályozása kolinerg, míg az érzelmit a vegetatív idegrendszer adrenerg ingerlése váltja ki. 
Szövettanilag a verejtékmirigy szekretoros része három sejttípusból áll: a mirigyhámsejt jellegű világos és a sötét sejtekből, valamint a összehúzódásra képes mioepiteliális sejtekből. Mindegyik bazális membránon ül és elrendeződésük több magsoros hámszövetre emlékeztet. 
- A világos sejtek nagy mennyiségű glikogént tartalmaznak. Jellemzőik közé tartozik még a sok mitokondrium, sima felszínű endoplazmatikus retikulum és a kis Golgi-apparátus. Sejtmembránjának felszínét megnöveli oldalirányú és felső részének redőzete (az alapi részen is vannak egyszerűbb betüremkedések). Feltehetően a világos sejtek termelik a verejték vizes alkotóelemeit.
- a sötét sejtek gazdagok durva felszínű endoplazmatikus retikulumban, vezikulákban és Golgi-apparátusuk nagy. Inkább glikoproteineket szekretálnak, az azokat tartalmazó vezikulák összegyűlnek a sejt felső régiójában. A sötét sejtek a mirigy belső terére (lumenjébe) nyílnak, míg a világosak lejjebb helyezkednek el és oldalirányban, sejtek közti kis csatornákba választják ki a verejték vizes komponensét.
- a mioepiteliális sejtek a bazális membránhoz közel helyezkednek el a szekretoros sejtek között. Citoplazmájuk nagy mennyiségű aktinfilamentumot tartalmaz és összehúzódásukkal segítik a mirigy tartalmának gyors kiürülését.

A kivezető csövek enyhén spirálisan tekeredve vezetik ki a szekretoros rész által termelt verejtéket a bőr felszínére. Amíg a dermisz rétegében halad, falát kétrétegű köbhám alkotja; mioepiteliális sejtek itt már nincsenek. A köbös sejtek kisebbek, metszeteken sötétebbek, mint a szekretoros sejtek. Az epidermiszbe érve a köbös sejtek rétege véget ér és az epidermisz sejtjei alkotják a cső falát.

### Apokrin verejtékmirigyek
Az apokrin verejtékmirigyek hónaljban, a mellbimbóban és udvarában, a külső nemi szerveken és a végbélnyílás körülötti bőrben találhatóak. Módosult apokrin mirigyek még a külső fül fülzsírt termelő glandulae ceruminosae, valamint a szempillák tövébe nyíló Moll-féle mirigyek is. Ezek a mirigyek a szőrtüszőkhöz kapcsolódnak és az embrionális fejlődés során ugyanabból az epidermiszlenövésből alakulnak ki, mint a szőrtüszők. Váladékuk is a tüszőkbe ömlik, általában közvetlenül a faggyúmirigyek nyílása fölött. Szerkezetileg az ekrin mirigyekhez hasonlóan felcsavarodott, egyik végükön vakon végződő csövek, de néha elágazóak is lehetnek. A szekretoros rész a dermisz alján vagy gyakrabban a hipodermisz felső rétegeiben található.
Az apokrin mirigy szekretoros része több szempontból különbözik az ekrin mirigyekétől. Belső tere (lumene) jóval nagyobb, mert a kiválasztott verejték itt tárolódik. Falát egyrétegű hám alkotja, amely egyetlen sejttípusból áll. A sejtek citoplazmájának felső részben számos apró szemcse található, ezeket szekretálja exocitózis révén. Ezenkívül számos lizoszómát tartalmaznak és gazdagok mitokondriumokban. A verejték kiürítése után megfigyelhető, hogy az új szekrétum termelése során a Golgi-komplex jelentősen megnagyobbodik. A hámsejtek és a bazális membrán között itt is mioepiteliális sejtek helyezkednek el, amelyek nyúlványaik összehúzódásával ürítik ki a verejtékmirigy tartalmát. A kivezető csatorna itt is viszonylag szűk és nagyjából egyenes lefutással tart a szőrtüsző csatornája felé. Eltérően az ekrin mirigyektől, víz- vagy ionvisszaszívás itt már nem történik. Falát két- vagy háromrétegű köbhám alkotja.
Az apokrin mirigyek által termelt verejték fehérjéket, szénhidrátokat, ammóniát, zsírt, és olyan szerves vegyületeket tartalmaz, amelyek elszínezik. Pontos összetétele függ az anatómiai elhelyezkedéstől. A hónaljban termelt verejték a benne lévő sok szerves anyagtól tejszerű és némileg viszkózus. A folyadéknak alapesetben nincs szaga, de rövid idő után a baktériumok lebontó hatása miatt fanyar szagúvá válik. Az apokrin mirigyek a pubertás idején aktiválódnak a nemi hormonok hatására. Mivel az emlősöknél az ilyen mirigyek általában feromonokat választanak ki, általánosan elfogadott, hogy az ember esetében is hasonló a helyzet. A férfiferomonok befolyásolják a női menstruációs ciklust és megfigyelték, hogy a női feromonok a férfiakban hormonális változásokat okoznak.
Mind az ekrin, mind az apokrin mirigyeket a szimpatikus vegetatív idegrendszer szabályozza; az előző esetében kolinerg transzmitterek indítják be működését (hő- és stresszhatásra reagálva), míg az utóbbiakat adrenerg transzmitterek serkentik (érzelmi ingerek után, de a hőhatás nem befolyásolja őket).

## Eloszlásuk
Az aktív verejtékmirigyek száma nagyban változik az egyének között, de az egyes testrészek közötti arány nagyjából azonos. A tenyéren nagyjából 370 verejtékmirigy található cm2-ként, míg a kézfejen 200/cm2; a homlokon 175/cm2; a mellkason, hason, alkaron 155/cm2; a háton és a lábakon pedig 60-80/cm2. A tenyér és talp vastag, ruganyos szarurétegében a kivezetőcsövek spirális tekeredése erősebb. 

### Egyéb állatok
Az emlősök esetében (a majmok kivételével) ekrin verejtékmirigyek csak a talpakon találhatóak. Apokrin mirigyek az egész testen előfordulnak. A testhőmérséklet szabályozásában nem olyan hatékonyak, mint az embernél (a lovak kivételével). A félmajmoknál kb. minden huszadik szőrtüszőhöz kapcsolódik apokrin verejtékmirigy., míg az ekrin mirigyek elszórtan találhatóak az egész testen a szőrszálak között. A rézuszmajom és huszármajom esetében a verejtékmirigyek inkább a mellkason koncentrálódnak, a mókusmajmoknál a tenyéren és talpon, míg a medvemakákók, japán makákók és páviánok egész testén elszórtan előfordulnak.
A házi emlősállatok szőrszálaik tövében rendelkeznek apokrin mirigyekkel, de szerepük nem a test hűtése, hanem a szőrzet ápolása. A talpakon lévő ekrin mirigyek a bőrt nedvesítik a járás és a fogás biztosabbá tétele érdekében.

## Patológia
A verejtékmirigyeket érintő betegségek többek között a következők:
Fox-Fordyce-kóraz apokrin verejtékmirigyek gyulladása állandó, viszkető kiütéseket okoz, általában a hónaljban és az ágyékon.
Frey-szindrómaaz auriculotemporális ideg sérülése (pl. a fültőmirigy eltávolítása esetén) miatt nyálelválasztással járó ingerek után a fül alatt kipirosodás és izzadás tapasztalható.
Hipohidrózishosszan tartó, magas hőmérséklet esetén az ekrin mirigyek kimerülnek és nem bírnak elég verejtéket elválasztani. Hűtés hiányában a testhő felszökik, ami akár halálos is lehet (hőguta).
Hiperhidrózis(más néven polihidrózis vagy sudorrhea) kóros mértékű, túlzott verejtékezés (lehet általános vagy helyi -tenyér, arc, fejbőr, hónalj-jellegű). Általában érzelmi stressz vagy hőhatás váltja ki, de stimulus nélkül is felléphet. Általában a szimpatikus idegrendszer működési zavara okozza (pl. ideggyulladás).
Miliaria rubra vagy melegkiütésmeleg időben a bőséges izzadás miatt a bőr szarurétege megduzzadhat és elzárja a verejtékmirigyek kijáratát. Az ekrin mirigyek a hőhatás miatt továbbra is működnek és a felgyülemlett szekrétum szétfeszíti a csövek falait és kiszivárog a környező szövetekbe.
Ozmidrózis vagy bromhidrózisaz apokrin mirigyek váladékának erős szaga, amit általában nem a baktériumok, hanem a mirigyek szerkezetének megváltozása okoz.

## Fordítás
- Ez a szócikk részben vagy egészben  a   Sweat gland című angol Wikipédia-szócikk ezen változatának fordításán alapul.  Az eredeti cikk szerkesztőit annak laptörténete sorolja fel. Ez a jelzés csupán a megfogalmazás eredetét és a szerzői jogokat jelzi, nem szolgál a cikkben szereplő információk forrásmegjelöléseként.